# Scrisoare

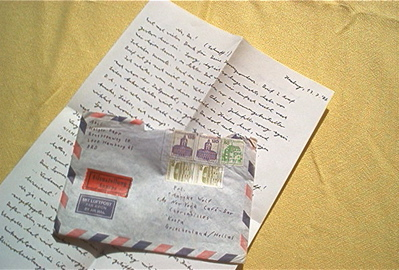
Scrisoare modernă, trimisă prin poștă într-un plic

Scrisoarea este o metodă scrisă de comunicare care a început să fie folosită încă din antichitate. Istoric, scrisorile erau singura metodă de comunicare între persoane aflate în locuri diferite. 
Odată cu evoluția tehnologiei, scrisorile au devenit din ce în ce mai rare, ele fiind înlocuite cu mijloace mai moderne (internet, telefon etc). 
Prima scrisoare „electronică” a fost transmisă cu ajutorul codului Morse.
Există două tipuri de scrisori:
- Formală
- Informală